# آن بيودياتور
آن بيودياتور (بالإنجليزية: Ann Pudeator)‏ (-؟ 2 أكتوبر [O.S. 22 سبتمبر]، 1692) كانت أرملة سبعينية اتهمت وأدينت بممارسة الشعوذة في محاكمات السحر في سالم في ولاية ماساشوستس الاستعمارية. وتم إعدامها شنقا.:113

## الحياة الشخصية
لا يعرف اسم عائلة آن، ولا مكان ولادتها. توماس جرينسلاد كان زوجها الأول وكان لديهم خمسة أطفال (توماس الابن، روث، جون، صموئيل، وجيمس).
بعد وفاة توماس عام 1674، وظفت من قبل جيكوب بيودياتور للعناية بزوجته السكيرة، التي توفيت في 1675. ثم تزوجت آن بجيكوب في 1676. توفي جيكوب عام 1682، وترك آن رغيدة.:89
وقد فسر البعض أن آن بيودياتور من المرجح أن تكون ممرضة وقابلة، جنبا إلى جنب مع كونها امرأة عقارات، جعلتها عرضة لاتهامات بالسحر.

## محاكمات السحر
عندما اتهمت بالشعوذة، شملت الاتهامات مايلي:
- تقديم كتاب الشيطان لفتاة وإجبارها على التوقيع عليه
- الفتنة مما تسبب في وفاة زوجة أحد الجيران
- تظهر في شكل طيفي للفتيات المصابات
- وجود مواد السحر في بيتها، التي ادعت بأنها كانت للشحوم وصنع الصابون
- التعذيب بالدبابيس
- التسبب بسقوط رجل من شجرة
- قتل زوجها الثاني وزوجته الأولى
- تحول نفسها إلى طير وتحلق في منزلها

وقدمت العديد من هذه الادعاءات التي كتبتها ماري وارن، واحدة من ما يسمى ب «الفتيات المنكوبات».:187
كان متهموها الأخرون آن بوتنام الابنة، جون بيست الأب، جون بيست الابن، وصموئيل بيكوورث.
وحكم عليها بالإعدام في 19 أيلول [O.S. 9 سبتمبر]، 1692، جنبا إلى جنب مع أليس باركر، دوركاس هور، ماري برادبري، وماري إيستي.:182 وشنقت في غالوس هيل في قرية سالم يوم 2 أكتوبر [O.S. 22 سبتمبر]. ومن غير المعروف أين دفنت.
توماس نجل آن شهد ضد جورج بوروز في محاكمته بتهمة الشعوذة.
في أكتوبر 1710، أصدرت محكمة عامة فعل عكس قناعات أولئك الذين قد توسلت أسرهم، ولكن آن بيودياتور لم تكن ضمنهم.:206 :91
وقد برأت آن بيودياتور في عام 1957 من قبل محكمة ماساتشوستس العامة، وذلك جزئيا بسبب جهود لي جرينسليت، ناشر كتب الغرب الأوسط علم عن حكم آن بيودياتور عندما كان يبحث عن أصوله العائلية.

## الملاحظات
1. ↑  Contemporary records used the Julian calendar and the Annunciation Style of enumerating months and years.
2. ↑  The name's orthography was unsettled, and it appears as Greenslit, Greenslet, and Greenslade, along with other variations.
3. Contemporary records used the Julian calendar and the رأس السنة of enumerating months and years. See also: التقويمان الجديد والقديم؛ Dual dating